# Desmia paucimaculalis
Desmia paucimaculalis là một loài bướm đêm trong họ Crambidae.